# Dany Luis Quintero
Danis Luis Quintero Chevans (ur. 10 grudnia 1984 w Cienfuegos) – kubański piłkarz występujący na pozycji bramkarza.

## Kariera klubowa
Quintero karierę rozpoczynał w 2002 roku w zespole FC Cienfuegos. W 2008 roku, a także w 2009 roku zdobył z nim mistrzostwo Kuby. W połowie 2009 roku odszedł do portugalskiego trzecioligowego klubu, Atlético Valdevez. W sezonie 2009/2010 rozegrał tam 18 spotkań. W marcu 2010 roku przeszedł do niemieckiego zespołu SV Nollingen, grającego w dziewiątej lidze.

## Kariera reprezentacyjna
W reprezentacji Kuby Quintero zadebiutował w 2007 roku. W tym samym roku został powołany do kadry na Złoty Puchar CONCACAF. Nie zagrał jednak na nim w żadnym meczu, a Kuba odpadła z turnieju po fazie grupowej.